# 공당 (홍콩)
공당(工黨)은 홍콩 민주파에 속하는 홍콩의 정당이다.

## 같이 보기
- 민주당 (홍콩)
- 사민련